# 닥터 후 매거진
닥터 후 매거진 (Doctor Who Magazine, 약칭 DWM)은 영국의 장수 SF 드라마인 닥터 후를 다루는 월간지이다. 1979년 닥터 후 위클리 (Doctor Who Weekly)란 이름으로 창간된 이 잡지는 이듬해 1980년 월간지로 전환하였다. 현재 1년에 13호를 발행하고 있으며, 3년에 한 번씩 디럭스 스페셜 에디션 (2002년~)과 부커진 (Bookazines, 2013년~)을 제작한다. 드라마 본방송과 기타 관련매체의 비하인드 스토리를 기사로 다루고 있으며, 독점 연재되는 만화판이 세계적으로 유명하다. 
초대 편집자는 데즈 스킨이었으며, 현직 편집자는 2017년 7월 최장수 편집자로 재직했던 톰 스필스베리의 뒤를 이어 마커스 헌 (Marcus Hearn)이 맡고 있다. 2019년 10월 11일, 발행 40주년을 맞이한 동시에 세계에서 가장 오랫동안 출판되고 있는 TV 프로그램 관련 잡지로 기네스 세계 기록에 등재되었다.

## 역사
원래 어린이 독자층을 대상으로 하고 연재 만화를 주로 내세운 잡지였으나, 점차 성인 독자층을 위한 잡지로 변모하여 드라마의 비하인드 스토리를 탐구하고 연재 만화의 수준도 높아져 갔다. 오랫동안 장수한 잡지로서 드라마 제작진과 방송사 BBC와의 긴밀한 관계를 공유하고 있으며, 드라마 관련 '공식 정보'나 단독보도의 좋은 출처로 여겨지고 있다.

### 마블 코믹스 시절 (1979년~1995년)
1979년 <닥터 후 위클리> (Doctor Who Weekly)라는 제호로 출발했다. 영국 마블 코믹스에서 발행을 맡았으며, BBC의 공식 라이선스를 받았다. 창간호는 10월 11일 목요일에 발행되었으며 표지 날짜는 10월 17일, 가격은 12펜스였다.
1980년 9월 44호부터는 발행주기를 주간에서 월간으로 전환하여, <닥터 후 - 어 마블 먼슬리> (Doctor Who - A Marvel Monthly)라는 제목으로 발행되기 시작하였으며 가격도 30펜스로 인상하였다. 여기서 'A Marvel Monthly'라는 부제는 잡지의 공식 제호는 아니었지만 마블 UK에서 발행하는 월간지라면 항상 들어갔던 부제였다. 61호부터는 <닥터 후 먼슬리> (Doctor Who Monthly)로 바뀌었고, 1984년 2월 85호 발행과 함께 비로소 <더 오피셜 닥터 후 매거진> (The Official Doctor Who Magazine)으로 제호가 바뀌었다. 1985년 4월 99호부터 <더 닥터 후 매거진> (The Doctor Who Magazine), 1985년 12월 107호부터<닥터 후 매거진> (Doctor Who Magazine)으로 바뀌어, 지금까지 이어져 오고 있다. 다만 2008년 6월 397호에서 그해 6월 21일에 방영된 뉴 시즌 4 "Turn Left"편 방영을 기념하여 제목이 'Bad Wolf'로 바뀐 적이 있었다.
1989년 BBC의 제작 중단 선언으로 닥터 후가 휴방기에 들어갔으나, 본 잡지는 계속 발행되어 자체 연재 만화로 닥터 후의 에피소드를 다뤄나갔다. 1990년부터는 4주에 1회씩, 연당 13회 발행되기 시작하였다.

### 파니니 코믹스 시절 (1995년~현재)
1995년 마블 UK의 잡지부문을 파니니 코믹스에서 인수하면서 닥터 후 매거진도 파니니 코믹스에서 독점 발행하게 되었다. 다만 2006년 BBC 월드와이드에서 젊은층을 대상으로 한 오리지널 만화 잡지인 <닥터 후 어드벤처>를 발행하기 시작하면서 독점 지위에서는 벗어나게 되었다.
2005년 드라마의 뉴 시즌 부활과 함께 제2의 전성기를 맞이하게 된 닥터 후 매거진은 2008년 9월 400호를, 2009년 10월 창간 30주년을 맞이하였다. 2010년 4월 420호에서는 닥터 후 매거진이 "텔레비전 드라마 관련 최장기간 발행 잡지"로 기네스 세계 기록을 보유하고 있다는 사실이 확인되었다. 2016년 5월에는 500호에 도달하였다.
2011년 4월 파니니 코믹스는 <닥터 후 인사이더> (Doctor Who Insider) 라는 새로운 월간지를 창간하였다. 영국에서 만들어졌지만 북미 시장용으로 발행되었다. 다만 2012년 1월 27일 9호 발행을 끝으로 종간한다는 소식이 발표되었다. 2012년 11월 1일에는 특집호로 돌아오기도 했다.